# Lamine Diarra
Lamine Diarra (20. prosinca 1983.) je senegalski nogometaš. 
Nastupao je između ostalog za ASC Jeanne d'Arc, HŠK Zrinjski iz Mostara, portugalski klub S.C. Beira-Mar i beogradski Partizan. 
Ovaj senegalski nogometaš karijeru je započeo u ASC Jeanne d'Arc, najtrofejnijem senegalskom klubu. U sezoni 2002./2003. na putu ovog kluba prema desetoj tituli bio je prvi strijelac lige s 9 pogodaka (u ligi igra 14 klubova, 26 kola). Sezonu nakon te standarno je igrao afričku ligu prvaka gdje je njegov klub eliminiran u polufinalu od Etoile du Sahela iz Tunisa. Igrao je i za mladu reprezentaciju Senegala. 
2005. godine dolazi u mostarski Zrinjski. Tu je izrastao u dobrog napadača i veznog igrača. U veljači 2007. godine odlazi u portugalski S.C. Beira-Mar, a na ljeto iste godine prelazi u beogradski Partizan. U sezoni 2006./2007., u drugom pretkolu Kupa UEFA, u kojemu su se sastali HŠK Zrinjski Mostar i FK Partizan Beograd Lamine je postigao nekoliko pogodaka svome bivšem klubu, Zrinjskom. Lamine je igrao za Partizan, gdje je postao velika zvijezda toga kluba i miljenik navijača do 27. lipnja 2010. kada je otišao na posudbu u Al Shabab Al Arabi Club, klub iz Ujedinjenih Arapskih Emirata.

## Vanjske poveznice
- Profil na Transfermarktu
- Profil na Soccerwayu